# Liste der Monuments historiques in Saint-Clair-sur-Epte
Die Liste der Monuments historiques in Saint-Clair-sur-Epte führt die Monuments historiques in der französischen Gemeinde Saint-Clair-sur-Epte auf.

## Liste der Bauwerke
| Bezeichnung       | Beschreibung                  | Standort | Kennzeichnung | Schutzstatus | Datum | Bild           |
| ----------------- | ----------------------------- | -------- | ------------- | ------------ | ----- | -------------- |
| Kirche Notre-Dame | Erbaut ab dem 11. Jahrhundert | (Lage)   | PA00080191    | Classé       | 1938  | weitere Bilder |
| Ermitage          | Erbaut ab dem 16. Jahrhundert | (Lage)   | PA00080192    | Inscrit      | 1984  | weitere Bilder |

## Liste der Objekte

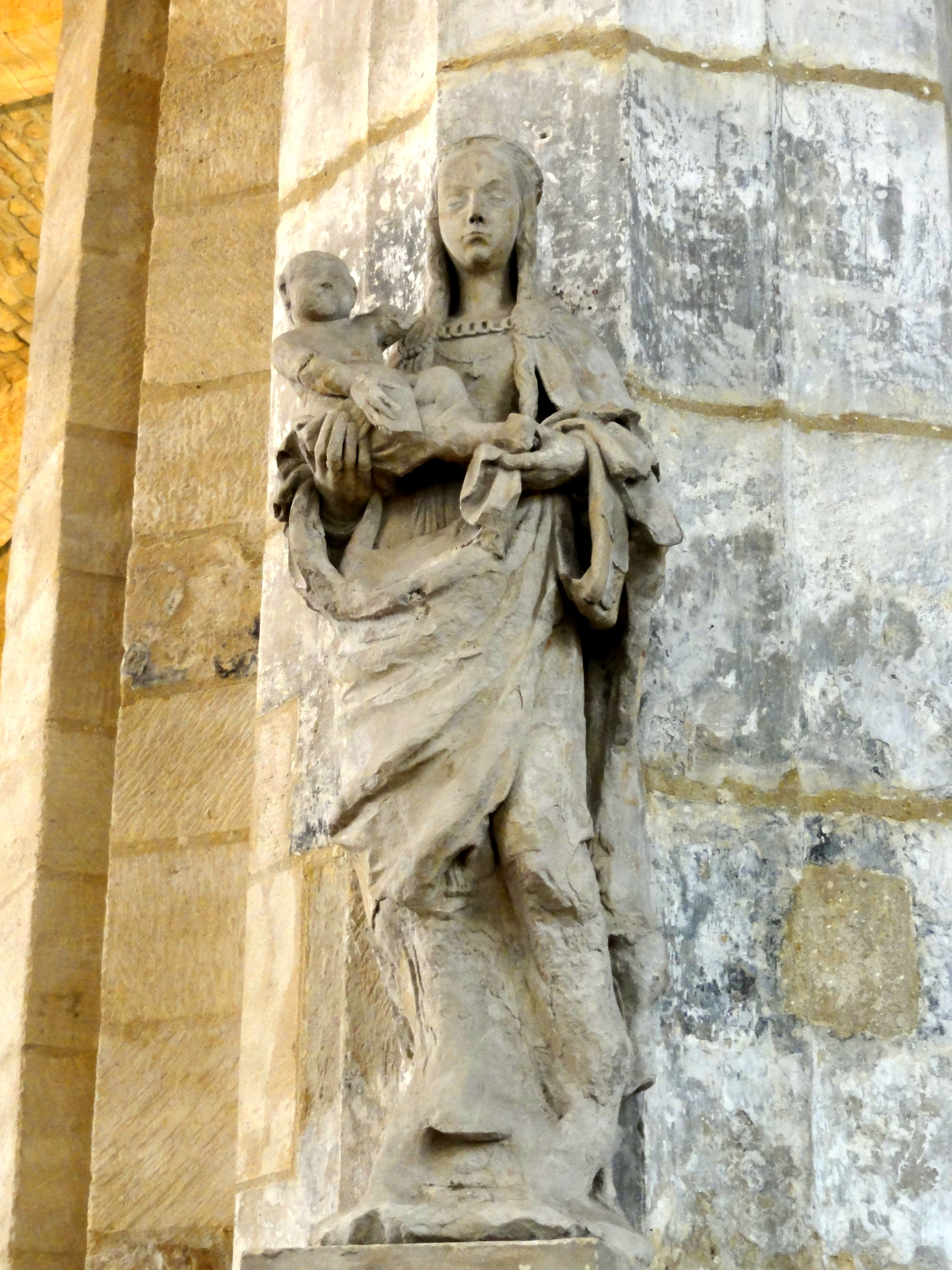
Skulptur Madonna und Kind (16. Jahrhundert) in der Kirche Notre-Dame

- Monuments historiques (Objekte) in Saint-Clair-sur-Epte in der Base Palissy des französischen Kultusministeriums